# Hemitelia acuminata
Hemitelia acuminata là một loài dương xỉ trong họ Cyatheaceae. Loài này được Karst., Schlecht. mô tả khoa học đầu tiên năm 1856.
Danh pháp khoa học của loài này chưa được làm sáng tỏ. 